# Fugō Keiji Balance: Unlimited
Fugō Keiji Balance:UNLIMITED (富豪刑事 Balance:UNLIMITED (Phú hào Hình sự - Balance:UNLIMITED) Fugō Keiji Baransu:Anrimiteddo, n.đ.: "Thám tử triệu phú – Số dư: Không giới hạn") là một bộ anime truyền hình gốc do CloverWorks sản xuất và Itō Tomohiko đạo diễn, dựa trên cuốn tiểu thuyết Fugō Keiji (富豪刑事 (Phú hào Hình sự) n.đ.: "Thám tử triệu phú") sáng tác năm 1978 của Tsutsui Yasutaka. Anime bắt đầu phát sóng vào khung giờ "Noitamina" trên kênh Fuji TV kể từ ngày 9 tháng 4 đến ngày 24 tháng 9 năm 2020.

## Tổng quan
Kanbe Daisuke, một thám tử xuất thân từ gia đình giàu có sở hữu khối tài sản lớn không đếm xuể, anh được giao làm thám tử cho Ban phòng chống tội phạm hiện đại tại Sở Cảnh sát Thủ đô Tokyo. Tại đây, Kanbe hợp tác với Katō Haru, người có quan niệm tiền không phải tất cả, không thiện cảm mấy với việc tiêu xài tiền của Kanbe. Những bí ẩn đầy thách thức mở ra trước mắt hai thám tử, họ cùng hợp tác giải quyết các vụ án.

## Nhân vật

### Nhóm điều tra
Kanbe Daisuke (神戸 大助)
Lồng tiếng bởi: Ōnuki Yūsuke
Kanbe xuất thân từ một gia đình giàu có. Là một thám tử, anh luôn sử dụng nguồn tài chính dồi dào và bộ sưu tập công nghệ tiên tiến của mình để giải quyết tội phạm cách dứt khoát, thường dùng biện pháp hối lộ. Anh gia nhập Ban đặc nhiệm phòng chống tội phạm hiện đại của Sở cảnh sát thủ đô và trở thành đồng nghiệp phá án cùng Katou Haru. Đôi khi Katou thường phàn nàn về cách xài tiền của Kanbe, tuy nhiên anh vẫn bỏ ngoài tai. HEUSC là trợ lý đắc lực của anh và thường tính toán số thiệt hại Kanbe phải bồi thường.
Katō Haru (加藤 春)
Lồng tiếng bởi: Miyano Mamoru
Một thám tử trẻ cùng đội điều tra với Kanbe, trước đây anh từng được giao cho Phân khu 1 nhưng bị buộc rời đi do vô tình bắn chết một nghi phạm gây khó cho cảnh sát. Anh đam mê công việc và nhanh nhẹn trong mọi tình huống, đôi lúc Katou cũng mạo hiểm mạng sống để cứu người. Anh không thích quan điểm của Kanbe rằng tiền có thể giải quyết mọi vấn đề.

### Cảnh sát
Kiyomizu Yukihiro (清水 幸宏)
Lồng tiếng bởi: Shioya Kōzō
Sĩ quan cảnh sát của Ban phòng chống tội phạm hiện đại, cấp trên của Kanbe và Kato. Ông khá thoải mái và vui vẻ cũng như rất tin tưởng vào cấp dưới. Ông thường xây dựng mô hình nhựa tại bàn làm việc.
Nakamoto Chōsuke (仲本 長介)
Lồng tiếng bởi: Kamiya Akira
Sĩ quan lớn tuổi nhất của Ban phòng chống, trước đây thuộc Phòng Điều tra. Katou đề cao khả năng và kinh nghiệm của Nakamoto. Ông dành sự thông cảm cho nghi phạm cũng như tội phạm và dùng biện pháp này để thao túng lời khai, lời thú tội dễ dàng nhất.
Kamei Shinnosuke (亀井 新之助)
Lồng tiếng bởi: Kumagai Kentarō
Một thành viên của Ban phòng chống và chỉ làm việc khi anh muốn cũng như không hứng thú với việc của mình. Mục tiêu chính của anh là gây ấn tượng với Motoyama từ Bộ phận An ninh, khiến mỗi khi nhắc đến tên cô anh đều biểu hiện mức độ nhiệt tình.
Saeki Mahoro (佐伯 まほろ)
Lồng tiếng bởi: Ueda Reina
Người phụ nữ duy nhất trong Ban phòng chống, thích đồ ngọt và đồ ăn nhẹ. Cô thường ở trong trụ sở uống trà hoặc kiểm tra công việc mới quanh văn phòng.
Yumoto Teppei (湯本 鉄平)
Lồng tiếng bởi: Takahashi Shin'ya
Thành viên trực thuộc Ban phòng chống, anh là một tay đánh bạc thích đua ngựa và đua thuyền.
Takei Katsuhiro (武井 克弘)
Lồng tiếng bởi: Koyama Rikiya 
Chỉ huy của Phân khu 1, cấp trên cũ của Kato. Ông thích chịu trách nhiệm trong mọi trường hợp, nên được các cấp dưới đặc biệt tin tưởng. Dù không còn là cấp trên của Kato, ông vẫn để mắt đến anh.
Hoshino Ryō (星野 涼)
Lồng tiếng bởi: Enoki Jun'ya
Thám tử từ Phân khu 1. Anh rất coi trọng công việc của mình, anh từng là đối tác cùng Katou nhưng giờ cả hai có một mối quan hệ căng thẳng.

### Khác
Kanbe Suzue (神戸 鈴江)
Lồng tiếng bởi: Sakamoto Maaya
Em gái Daisuke và là một thợ cơ khí. Danh tính của cô thường ẩn danh. Cô làm việc bí mật cho Daisuke và sống cùng anh trong biệt thự của gia đình. Bất chấp nguy hiểm trong công việc, Daisuke không ngăn cản cô vì anh biết cô hoàn toàn có khả năng tự chủ cao. Khi làm việc cùng nhau, cô và Daisuke là một nhóm hiệu quả.
HEUSC (ヒュスク Hyusuku)
Quản gia của Kanbe, là một hệ thống trí tuệ nhân tạo giao tiếp qua thiết bị đeo tai và qua kính râm của Kanbe. HEUSC là chương trình tiên tiến, đáp ứng ngay các yêu cầu của Kanbe và tính toán số tiền bồi thường cho anh trong tích tắc.

## Sản xuất và phát hành
Vào ngày 22 tháng 1 băm 2020, noitaminA thông báo một anime mới đạo diễn bởi Itō Tomohiko hiện đang trong quá trình sản xuất. Bộ phim do CloverWorks sản xuất, Sasaki Keigo lo phần thiết kế nhân vật và Kanno Yugo phát triển phần nhạc. SixTONES biểu diễn ca khúc mở đầu "Navigator" còn OKAMOTO's thực hiện ca khúc cuối phim "Welcome My Friend". Phim phát sóng kể từ ngày 9 tháng 4 năn 2020 trên tuyền hình Nhật Bản. Aniplex of America cấp phép bản tiếng Anh của phim và bắt đầu công chiếu trên FunimationNow, AnimeLab và Wakanim.
Vào ngày 16 tháng 4 năm 2020, phía ban sản xuất thông báo sau tập thứ ba của bộ phim, những tập sau có thể bị trì hoãn do mối lo ngại chưa hết về đại dịch COVID-19 toàn cầu nói chung và Nhật Bản nói riêng. Sau một thời gian dài trì hoãn, bộ anime được phát sóng trở lại vào ngày 16 tháng 7 năm 2020.